# Nixon-Schock

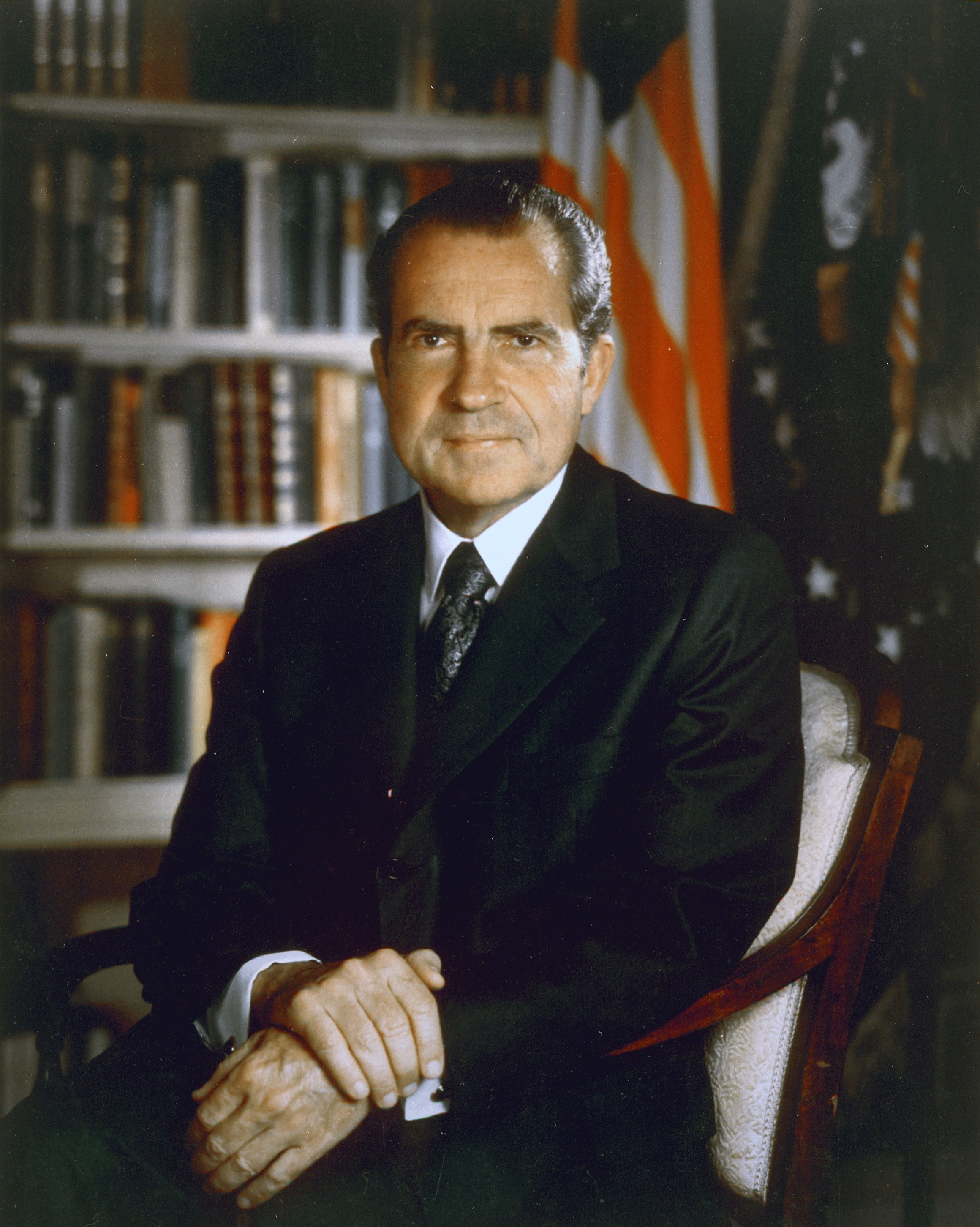
Richard Nixon (1971)

Als Nixon-Schock wurden zwei politische Entscheidungen der amerikanischen Regierung des Jahres 1971 über Veränderungen der amerikanischen Außenpolitik und der Wirtschafts- und Finanzpolitik während der Regierungszeit von Präsident Richard Nixon bekannt. Beide verkündete Nixon völlig überraschend.
Die außenpolitische Entscheidung führte zu weitreichenden Veränderungen im Verhältnis der Vereinigten Staaten zur Volksrepublik China sowie zur Republik China; auch die Beziehungen zwischen der VR China und Japan änderten sich deutlich.
Die geldpolitische Entscheidung bewirkte, dass das Weltwährungssystem von Bretton Woods mit seinen festen Wechselkursen nicht mehr funktionierte („Einsturz“, „Zusammenbruch“); es begann eine Phase frei floatender Wechselkurse.

## Hintergrundinformationen
Die USA hatten sich bereits 1933 mit Maßnahmen im Rahmen des New Deal teilweise vom Goldstandard verabschiedet, indem den US-Bürgern der private Goldbesitz verboten und der Wechselkurs willkürlich auf 35 Dollar je Feinunze Gold festgesetzt wurde. Dies erlaubte den USA, die Große Depression im Land durch eine Ausweitung der Geldmenge und eine Kompetitive Abwertung zu bekämpfen.
Mit Ratifizierung des Bretton-Woods-Abkommen verpflichtete sich die US-Notenbank gegenüber den Währungsbehörden der andern Teilnehmerländer, den Dollar jederzeit zu einem fixen Kurs von 35 $ pro Feinunze Gold umzutauschen. Dieses Versprechen sollte dem System die notwendige Stabilität und Disziplin verschaffen. Die Notenbanken der übrigen Teilnehmerstaaten versprachen, ihre Währungen mittels Interventionen am Devisenmarkt an den Dollar zu binden (Fester Wechselkurs). Weil der Dollar nach außen hin als Goldwährung auftrat, blieben die Währungen der anderen Teilnehmerländer indirekt goldgedeckt.
Das Bretton-Woods-System hatte drei Probleme:
- Fehlende Glaubwürdigkeit: Die Werthaltigkeit des Dollar als Ankerwährung sollte dadurch gesichert sein, dass die Notenbanken der teilnehmenden Staaten gegenüber der FED das Recht hatten, Dollars zu einem Umtauschkurs von 35 $/Feinunze in Gold zu tauschen. Die tatsächliche Eintauschmöglichkeit hing von der Goldreservenmenge der FED ab. 1948 hatte die FED Goldreserven im Wert von 25 Mrd. $ (71 % der Weltgoldreserven), denen kurzfristige Auslandsschulden von 18,6 Mrd. $ gegenüberstanden. Nach dem Zweiten Weltkrieg hatten fast alle Bretton-Woods-Staaten einen großen Nachholbedarf an Investitions- und Konsumgütern, so dass sie lieber Dollarbestände anhäuften als Dollars in Gold zu tauschen. Aufgrund ständiger Handelsbilanzdefizite der Vereinigten Staaten stieg die Auslandsverschuldung immer weiter an. 1961 verfügte die FED noch über 44 % der Weltgoldreserven, aber die kurzfristig fälligen Auslandsschulden lagen bereits um eine Mrd. $ höher als der Wert der Goldreserven. Bis 1971 sanken die US-Goldreserven auf 12 Mrd. $.[4] Die Zentralbanken der anderen Bretton-Woods-Staaten verfügten 1971 über Dollarreserven von mehr als 50 Mrd. $.[5] Das System konnte nur noch solange funktionieren, wie die Bretton-Woods-Staaten bereit waren, hohe Dollarreserven zu halten, ohne sie in Gold einzutauschen.[6]
- Fehlende Flexibilität: Das Bretton-Woods-System war ein Regime fester Wechselkurse mit dem Dollar als Ankerwährung. Dies bedeutete, dass sich die Geldpolitik der Vereinigten Staaten nicht nur in den USA, sondern auf alle Bretton-Woods-Staaten auswirkte, denn die anderen Bretton-Woods-Staaten mussten den festen Wechselkurs zwischen ihrer Währung und dem Dollar aufrechterhalten. Gegen Ende der 1960er Jahre verfolgten die USA (aufgrund des Vietnamkrieges und einer wirtschaftlichen Schwächephase) eine expansive Geldpolitik. Einige andere Bretton-Woods-Staaten wollten hingegen eine eher restriktive Geldpolitik verfolgen.[7]
- Wachsende Opposition: Anfang der 1970er Jahre begann die Finanzwirtschaft, gegen den Dollar zu spekulieren. Die Bretton-Woods-Staaten gaben letztlich die Verteidigung des festen Wechselkurses auf, weil sie nicht immer höhere Dollarbestände anhäufen wollten. Ökonomen um Milton Friedman warben für einen Übergang zu flexiblen Wechselkursen und damit für ein Ende des Bretton-Woods-Systems.[8][9]

## Der Schock
Am 15. Juli 1971 verkündete Nixon die Aufnahme diplomatischer Beziehungen zur Volksrepublik China und damit verbunden den Abbruch der Beziehungen zur Republik China. Dies geschah für die gesamte Weltöffentlichkeit überraschend, stellte es doch eine grundsätzliche Neuausrichtung der amerikanischen Außenpolitik im Pazifik und gegenüber dem größten kommunistischen Regime dar. Besonders überraschend war diese Entwicklung für den engsten Verbündeten Japan, da diplomatische Stellen oder die japanische Regierung vor der Veröffentlichung nicht über die Entscheidung informiert worden waren. Die in den darauf folgenden Jahren praktizierte Politik wird häufig als Ping-Pong-Diplomatie bezeichnet, da sie – tatsächlich unter einer gewissen Mitwirkung des Tischtennissports – zu einer Annäherung der beiden Staaten führte. Bemerkenswerterweise begann dieser Dialog ausgerechnet zur Tischtennis-Weltmeisterschaft in Nagoya (Japan).
Die zweite Entscheidung von besonderer Tragweite verkündete Nixon in einer Rede an die Öffentlichkeit einen Monat später im amerikanischen Fernsehen und Radio am Sonntag, dem 15. August 1971, abends. Dabei erklärte er eine Frist von 90 Tagen für die Fixierung von Löhnen und Preisen im Inland sowie die Verhängung eines Einfuhrzolls von 10 Prozent auf Importwaren. Die größte Auswirkung hatte die Aufhebung der Dollar-Konvertierbarkeit in Gold mit der Schließung des Gold-Fensters bei der amerikanischen Zentralbank, die das Ende des Bretton-Woods-Systems fester Wechselkurse zur Folge hatte. Beide Ereignisse werden sowohl getrennt als auch gemeinsam allgemein als „Nixon-Schock“ bezeichnet, da sie ohne Absprachen mit anderen Nationen ausschließlich vom Weißen Haus beschlossen und verkündet wurden.

„Wir müssen die Position des US-Dollar als eines Stützpfeilers der Währungsstabilität überall in der Welt schützen. In den letzten sieben Jahren kam es durchschnittlich jedes Jahr zu einer internationalen Währungskrise. Wer profitiert von solchen Krisen? Nicht der Arbeiter, nicht der Kapitalanleger, nicht die wahren Produzenten von Vermögenswerten. Die Gewinner sind die internationalen Geldspekulanten. Weil sie von Krisen leben, helfen sie mit, Krisen zu schaffen. In den letzten Wochen haben die Spekulanten einen Krieg mit allen Mitteln gegen den amerikanischen Dollar entfacht. Die Stärke der Währung einer Nation beruht auf der Stärke ihrer Wirtschaft – und die amerikanische Wirtschaft ist die bei weitem stärkste der ganzen Welt. Dementsprechend habe ich den Finanzminister beauftragt, die zur Verteidigung des Dollars gegen Spekulanten erforderlichen Maßnahmen zu ergreifen. Ich habe Finanzminister Connally angewiesen, vorübergehend die Konvertibilität des Dollar in Gold oder andere Reservemittel auszusetzen, ausgenommen bei Beträgen und unter Bedingungen, die als im Interesse der Währungsstabilität und als im besten Interesse der Vereinigten Staaten liegend angesehen werden. [...] Diese Maßnahme wird uns keine Freunde unter den internationalen Geldhändlern einbringen, aber unsere Sorge gilt in erster Linie den amerikanischen Arbeitern und einem fairen Wettbewerb überall auf der Welt. [...] Ich bin entschlossen, dafür zu sorgen, dass der amerikanische Dollar nie wieder ein Spielball in den Händen der internationalen Spekulanten sein wird.“

## Die drei Auswirkungsebenen
Die innerhalb von vier Wochen nacheinander veröffentlichten Beschlüsse des amerikanischen Präsidenten hatten auf drei Ebenen Auswirkungen. Innenpolitisch fanden sie große Begeisterung und ließen die Zustimmung der befragten Bürger zu den Maßnahmen bis auf 90 Prozent anschwellen. 1972 wurde Richard Nixon zum zweiten Mal zum Präsidenten gewählt.
Wirtschaftlich waren die Erfolge nur von kurzer Dauer, die Inflation stieg wieder an und die Arbeitslosenquote sank nicht im erhofften Maß. Bereits im Juni 1973 wurde wiederum eine Preisfestsetzung beschlossen, die allerdings nicht die vorher gezeigten Erfolge brachte.
Außenpolitisch entstanden in Japan durch diese Neuorientierung in Richtung der VR China Zweifel an der Nachhaltigkeit der Sicherheitsinteressen Japans unter dem Schutzschild der Atommacht Amerika, die durch Nixon im Juli 1969 in Guam verkündet worden waren und unter dem Begriff Nixon-Doktrin (auch: Guam-Doktrin) bekannt sind. Während in den ersten Jahren der Regierung Nixon der Kontakt zu Premierminister Satō Eisaku sehr offen schien und politische Erfolge brachte, war für Japan möglicherweise der Zeitpunkt gekommen, seine Position in der Welt zu überdenken. In den Folgejahren kam es immer wieder zu Konflikten in den diplomatischen Beziehungen zwischen Amerika und Japan in wirtschaftlicher Hinsicht ebenso wie auf der sicherheitspolitischen Ebene.
Im Verhältnis zur VR China brach eine neue Ära an. Die Einladung und Richard Nixons Besuch in China 1972 wurden als erstes großes Zeichen der neuen Politik betrachtet. Hier zeigte sich Richard Nixon ganz anders als in der Zeit von 1969 und 1970, als er den Feind in Vietnam mit der Taktik des unberechenbaren Präsidenten einschüchtern wollte – bekannt als Madman-Theorie (englisch „Madman theory“).

## Japans politische Richtungsänderungen
Unter dem japanischen Premierminister Satō Eisaku hatten die USA und Japan eine deutliche Annäherung und Übereinstimmung erzielt, die jedoch mit der Änderung des amerikanisch-chinesischen Verhältnisses stark in Frage gestellt wurde. So wurde über alle politischen Fraktionen hinweg diskutiert, ob der Vertrag über gegenseitige Kooperation und Sicherheit zwischen Japan und den Vereinigten Staaten die Sicherheit Japans uneingeschränkt gewährleisten würde. Kurz vor den beiden Nixon-Schocks wurde Tanaka Kakuei MITI-Minister. Er empfahl japanischen Unternehmen nach den Nixon-Schocks don’t miss the boat to China. 1972 wurde er neuer Premierminister Japans und blieb auch nach seinem Amtsrücktritt im Dezember 1974 lange Zeit einer der einflussreichsten Politiker des Landes. Außenpolitisch war die Tanaka-Ära geprägt von der Annäherung zur VR China. Japan suchte nach einer Neupositionierung im oftmals stark angespannten Verhältnis zur VR China, und man war erkennbar bemüht, die japanisch-chinesischen Beziehungen zu verbessern. In einem ersten Schritt wurde die Wiederaufnahme japanisch-chinesischer diplomatischer Beziehungen vereinbart. Verhandlungen über einen Friedensvertrag wurden aufgenommen, die mit der gemeinsamen Erklärung (Joint Communiqué) des 29. September 1972 einen ersten großen Erfolg zeigten und die am 12. August 1978 in der Unterzeichnung des Friedensvertrags zwischen Japan und der Volksrepublik China kulminierten. Die lange Phase dazwischen war geprägt vom Versuch der chinesischen Regierung unter Führung von Mao Zedong, den Zwiespalt zwischen der VR China und der UdSSR auch auf die japanische Politik zu übertragen, dem letztlich erfolglosen Versuch der Neutralität Japans in dieser Frage und einem Seezwischenfall in der Nähe der Senkaku-Inseln, in dem es um die Territorialfrage dieser Inselgruppe ging – der Herd eines Konfliktes, der auch heute (Juli 2025) noch anhält.

## Nachwirkungen bis in die Gegenwart
Schon seit den 1990er Jahren wird von vielen Ländern gefordert, dass auch die VR China ihre Landeswährung, den Renminbi, frei konvertierbar handelbar macht, da er staatsgelenkt künstlich niedrig gehalten werde, um das Exportwachstum zu fördern. Haruhiko Kuroda beschreibt aus den Erfahrungen des Nixon-Schocks, des Plaza-Abkommens und der Asienkrise, wie die chinesische Regierung wirtschaftliche Risiken nach den damaligen Erfahrungen vermeiden könnte und ein freier Handel der Währungen der wirtschaftlich führenden Nationen gewährleistet wäre. Nach den Überlegungen von David McNally führte das Ende des Bretton-Woods-Systems und die Zunahme frei konvertierbarer Währungen zur Notwendigkeit von Absicherungsmechanismen, in deren Rahmen auch Credit Default Swaps eine wesentliche Rolle spielten. Dieses Instrument der Finanzwirtschaft sowie der stark steigende Einfluss der Finanzwirtschaft wären danach Hauptursachen für die Weltfinanzkrise 2007.